# جوزيف ميلارد
جوزيف ميلارد (بالإنجليزية: Joseph Hopkins Millard)‏ هو سياسي أمريكي، ولد في 20 أبريل 1836 في هاميلتون في كندا، وتوفي في 13 يناير 1922 في أوماها في الولايات المتحدة. حزبياً، نشط في الحزب الجمهوري. وقد انتخب عضو مجلس الشيوخ الأمريكي.